# Saulnes
Saulnes é uma comuna francesa na região administrativa de Grande Leste, no departamento de Meurthe-et-Moselle. Estende-se por uma área de 4 km², com 2 454 habitantes, segundo os censos de 1999, com uma densidade de 678 hab/km².